# Macroglossum scottiarum
Macroglossum scottiarum är en fjärilsart som beskrevs av Felder 1874. Macroglossum scottiarum ingår i släktet Macroglossum och familjen svärmare. Inga underarter finns listade i Catalogue of Life.